# FK Bokelj
FK Bokelj é uma equipe montenegrina de futebol com sede em Kotor. Disputa a primeira divisão de Montenegro (Campeonato Montenegrino de Futebol).
Seus jogos são mandados no Stadion pod Vrmcem, que possui capacidade para 5.000 espectadores.

## História
O FK Bokelj foi fundado em 1922.